# فيكتور مالدونادو
فيكتور مالدونادو (بالإسبانية: Víctor Maldonado Flores) هو منافس ألعاب قوى فنزويلي، ولد في 3 أغسطس 1939 في Lagunillas Municipality, Zulia ‏ في فنزويلا.

## وصلات خارجية
- فيكتور مالدونادو على موقع أوليمبيديا (الإنجليزية)